# Diplazium celtidifolium
Diplazium celtidifolium là một loài thực vật có mạch trong họ Woodsiaceae. Loài này được Kunze miêu tả khoa học đầu tiên năm 1845.